# Arugisa pilosa
Arugisa pilosa är en fjärilsart som beskrevs av W. Warren 1889. Arugisa pilosa ingår i släktet Arugisa och familjen nattflyn. Inga underarter finns listade i Catalogue of Life.